# Eusèbe de Salle
Eusèbe de Salle (aussi Eusèbe-François de Salle, Comte de Salle et Eusèbe de Salles), né le 17 décembre 1796 à Montpellier, commune où il est mort à son domicile près des Arceaux du Peyrou le 1er janvier 1873, est un médecin, orientaliste.
Il était interprète à Alger, en 1830, puis professeur d'arabe au Lycée Thiers de Marseille en 1835, en remplacement du traducteur de Napoléon Ier, Gabril Taouil[réf. nécessaire].

## Biographie
Issu d'une famille dont le père est entrepreneur de travaux public, Eusèbe de Salle naît dans une maison (désormais disparue) de la rue du Saint Sacrement, qui deviendra la rue Candolle, dans le centre de l'écusson de la ville de Montpellier,.
Il étudie à Montpellier et est reçu docteur en médecine en 1816, en même temps que celui qui va devenir son collaborateur, Amédée Pichot. À Paris l'année suivante, il fait des études à l'école spéciale des Langues orientales. En 1821, il est à Londres, avec Amédée Pichot, pour y traduire les œuvres de Byron. De cette année, il publie un ouvrage intitulé « Irner » par Lord Byron qui n'est par une traduction mais son premier roman dont l'action se déroule dans les environs de Montpellier, en 1315, autour du personnage principal qu'est son ancien professeur de faculté Jacques Lordat, savant physiologiste et doyen,. En 1823, il publie, sous le pseudonyme d’Arcieu, un ouvrage sur les mœurs britanniques « Diorama de Londres ». Il revient à Paris cinq ans plus tard en s'étant marié et commence l'écriture d'un roman partiellement autobiographique « Sakontala à Paris ».
Eusèbe de Salle fait partie des rares arabophones français dans les années 1830, avec, notamment, Gabriel Taouil, traducteur de Napoléon Ier lors de sa campagne d’Égypte. En 1829, le poste de Taouil comme professeur d'arabe au lycée de Marseille, actuel lycée Thiers, est vaquant. Le ministre François Guizot décide de le nommer professeur d'arabe en remplacement au lieu de nommer Joseph Sakakini, au nom d'une préférence nationale.

## Œuvres
- Ali le Renard, ou la Conquête d'Alger (1830), roman historique, 2 vol. in-8°, pl.; Édition : Paris : G. Gosselin, 1832 ;
- Eusèbe de Salles ["sic"]. Les Carbonari, ou l'Anévrysme, étude de mœurs de 1830. Les Bas à jour, nouvelle algérienne, In-18, 391 p.; Suivi d'une Note sur la propriété irisante des barbes de plumes, découverte de l'auteur. - La couverture porte en plus : Œuvres choisies… T. II; Édition : Paris : Pagnerre, 1869 ;
- Coup d'œil sur les révolutions de l'hygiène, ou Considérations sur l'histoire de cette science, XVI-80 p.; Édition : Paris : Gabon, 1825 ;
- Eusèbe de Salles ["sic"]. Les Déceptions dans les deux mondes, In-8°, 280 p.; Édition : Paris : A. Lacroix, Verboeckoven et Cie, 1871 ;
- Histoire générale des races humaines, ou Philosophie ethnographique, 1 vol. (385 p.); Édition : Paris : B. Duprat : Pagnerre, 1849
- Pérégrinations en Orient, ou Voyage pittoresque, historique et politique en Égypte, Nubie, Syrie, Turquie, Grèce pendant les années 1837-38-39; 2 vol. (IV-464, 459 p.), Édition : Paris : Pagnerre, 1840
- Ali le Renard ou La conquête d'Alger, 1830; Reprod. en fac-sim., 2 t. en 1 vol. (VIII-463-460 p.), Édition : Genève : Slatkine ; [Paris] : [diffusion Champion], 1973
- Sakontala à Paris, XVI-383 p., Édition : Genève : Slatkine, 1973 ;
- Ali le Renard, ou la Conquête d'Alger (1830), roman historique, 2 vol. in-8°, pl., couv. ill.; Édition : Paris : G. Gosselin, 1832. 2e éd.
- De la Variole chez les médecins arabes, In-8°, 19 p.; Extrait du T. XXXII du Journal complémentaire du dictionnaire des sciences médicales; Édition : Paris : impr. de C.-L.-F. Panckoucke, 1829
- Diorama de Londres, ou Tableau des mœurs britanniques en 1822, par M. E. D. S. Arcieu,…, In-8°, 478 p.; Édition : Paris : F. Louis, 1823 ;
- Essai sur l'unité de l'espèce humaine. (Cand. Eusèbe Desalle.), In-4°, Pièce, Voyez tome 2, no 21, Montpellier; Édition : Montpellier, 27 juillet 1816 ;
- Lettre d'un médecin à un avocat, ou Considérations de morale et d'économie politique sur l'état actuel de la profession de médecin en France, In-8°, XII-64 p., Édition : Paris : Gabon, 1828 ;
- Encyclopédie des sciences médicales… 2e division… [T. IX.], Médecine légale. Jurisprudence médicale - [1]; In-8°;, Édition : Paris, 1835
- Mémoire sur la polygamie musulmane, In-8°, 19 p., Extrait du Journal des économistes, Édition : Paris : Guillaumin, 1842 ;
- Œuvres choisies, Édition : Paris : Pagnerre, 1865 ;
- Œuvres choisies d'Eusèbe de Salles ["sic"]…, 2 vol. in-16, Édition : Paris : pagnerre, 1865-1868
- Pérégrinations en Orient ou voyage pittoresque, historique et politique en Égypte-Nubie, Syrie, Turquie, Grèce, pendant les années 1837-38-39, 2e éd., 2 tomes en 1 vol., Édition : Paris, 1840
- Sakontala à Paris, roman de mœurs contemporaines, In-8°, XVI-384 p., planche, couv. ill.;, Édition : Paris : C. Gosselin, 1833 ;
- Table synoptique des poisons, dressée d'après les travaux les plus récents d'histoire naturelle, de thérapeutique et de médecine légale ; 2 tableaux gr. in-fol. plano, Édition : Paris : Baillière, (s. d.)
- Table synoptique des poisons et des asphyxies, dressée d'après les travaux les plus récents d'histoire naturelle, de thérapeutique et de médecine légale, 2e édition corrigée et augmentée, 2 tableaux gr. in-fol. plano; Édition : Paris : Méquignon-Marvis père et fils, (S. d.) 3e éd.
- Table synoptique des poisons et des asphyxies, dressée d'après les travaux les plus récents d'histoire naturelle, de thérapeutique et de médecine légale, 2e édition corrigée et augmentée, 2 tableaux gr. in-fol. plano, Édition : Paris : Crevot, 1824